# Important Bird Area del Prince Regent e del fiume Mitchell
L'Important Bird Area del Prince Regent e del fiume Mitchell (in inglese Prince Regent and Mitchell River Important Bird Area) è uno spazio naturale di 7.333 km² che comprende diverse aree protette contigue nella regione nord-occidentale del Kimberley, nell'Australia Occidentale settentrionale. Classificata Important Bird and Biodiversity Area, l'area comprende anche l'altopiano del fiume Mitchell.

## Descrizione
Il sito è costituito dai parchi nazionali del Prince Regent, del fiume Mitchell e del fiume Lawley, e dai parchi Camp Creek e Laterite Conservation Parks. Il clima è monsonico; la piovosità media annua di oltre 1200 mm è la più alta nel Kimberley nord-occidentale, sostenendo le zone più ricche di foresta pluviale della regione. Poiché non è presente del bestiame, che danneggia gli habitat boschivi, la vegetazione fluviale e le pianure alluvionali, contiene una quantità di diverse specie di uccelli relativamente elevata. Gran parte del terreno è aspro, costituito da arenarie delle Wunaamin Miliwundi. L'altopiano del Mitchell è un altopiano di laterite bauxitica con foreste di palme di Livistona. Sulla costa sono presenti consistenti aree di mangrovie.

### Minacce
Le minacce alla biodiversità dell'area provengono da incendi boschivi incontrollati, animali selvatici (soprattutto gatti selvatici) e un numero crescente di bovini selvatici.

## Fauna

### Uccelli
Il sito è stato identificato da BirdLife International come Important Bird Area (IBA) perché ospita la più grande popolazione conosciuta della sottospecie occidentale del piccione pernice, nonché di ralli pettocastano, piccioni di roccia alibianche e pitte arcobaleno. Contiene la maggior parte delle popolazioni mondiali di scriccioli d'erba neri e succiamiele del Kimberley. Il parco contiene anche diverse specie limitate agli habitat della savana tropicale, ovvero la quaglia tridattila dorsocastano, il lorichetto variopinto, la rosella settentrionale, il succiamiele rimabianca, flavo, pettobarrato e fasciato, l'uccello frate capoargento, il tordo averla rupicolo, la balia australiana dai sopraccigli bianchi, l'occhialino giallo d'Australia, il diamante mascherato e codalunga.

### Altri animali
L'area è una delle uniche due in Australia a conservare una fauna di mammiferi in gran parte intatta. Contiene popolazioni di bandicoot dorati, ratti dal dorso dorato, opossum a coda squamosa, monjon e ratti delle rocce del Kimberley. La ricca erpetofauna che si trova nelle numerose piccole zone della foresta pluviale comprende rettili endemici come il pitone ruvido. Nell'area sono presenti diverse specie della famiglia Camaenidae.